# Carmen Sáenz
Carmen Ida Sáenz Terpelle (Santiago, 1925-ibídem, 24 de marzo de 2017) fue una agricultora y política chilena.

## Biografía
Nació en Santiago en 1925, hija de Cristóbal Sáenz Cerda, médico, agricultor de Traiguén y político del Partido Radical, y Olga Terpelle Parrochia. Contrajo matrimonio con el también agricultor y político liberal Patricio Phillips Peñafiel, con el cual tuvo dos hijos, Carmen y Patricio. Junto a su marido trabajó los fundos "Calatayud" y "Quichamahuida".
En 1963 fue elegida regidora de Traiguén. Fue miembro fundador del Partido Nacional (PN) en 1966, siendo primera vicepresidenta de la colectividad hasta 1973. En 1971 fue una de las impulsoras de la Marcha de las cacerolas vacías contra el gobierno de la Unidad Popular.
Reapareció en la escena pública en 1983, al publicar un manifiesto escrito en conjunto con Silvia Alessandri Montes y Alicia Ruiz Tagle llamando a refundar el PN. Fue presidenta del partido entre 1985 y 1987. En 1989, fue candidata al Senado por la Región Metropolitana Oriente, obteniendo un 1,60% de los sufragios, sin ser elegida. Tras la disolución del PN, ingresó a las filas de la Unión Demócrata Independiente. Entre 1992 y 1994 fue miembro de la Comisión Política de este último partido.
Falleció en Quillén el 24 de marzo de 2017.

## Historial electoral

### Elecciones parlamentarias de 1989
- Elecciones parlamentarias de 1989, candidata a senadora por la Circunscripción 8, Santiago Oriente [9]

| Candidato                         | Pacto                          | Partido | Votos   | %     | Resultado |
| --------------------------------- | ------------------------------ | ------- | ------- | ----- | --------- |
| Eduardo Frei Ruiz-Tagle           | Concertación por la Democracia | PDC     | 608 559 | 42,60 | Senador   |
| María Elena Carrera Villavicencio | Concertación por la Democracia | ILA     | 221 080 | 15,48 |           |
| Sebastián Piñera Echenique        | Democracia y Progreso          | ILB     | 325 238 | 22,77 | Senador   |
| Hermógenes Pérez de Arce          | Democracia y Progreso          | ILB     | 208 292 | 14,58 |           |
| Sergio Vial Williams              | Liberal-Socialista Chileno     | ILE     | 42 633  | 2,98  |           |
| Carmen Sáenz Terpelle             | Partido Nacional               | ILF     | 22 810  | 1,60  |           |